# Linjeplatssignal
Linjeplatssignal är en huvudsignal på järnväg som är placerad på linjen.
Linjeplatssignalen finns bara på järnvägssträckor som saknar linjeblockering. Om en linjeplats finns på en sträcka med linje- och fjärrblockering har den sista utfarts- eller mellanblocksignalen före linjeplatsen en tilläggstavla förreglar växel eller förreglar rörlig bro. Huvudsignalen sägs då ha linjeplatsfunktion.
Linjeplatssignalens uppgift är att kontrollbekräfta att ett visst förhållande på en linjeplats är uppfyllt. Det kan handla om att en växel ligger i rätt läge eller att en rörlig bro är säkrad. Vanligtvis har även linjeplatssignalen en försignal som skvallrar om vad linjeplatssignalen visar.
Till skillnad från andra huvudsignaler saknar linjeplatssignalen signalbeteckning. Den kan bara visa "kör" (en grön) eller "stopp" (en röd) och den får passeras mot stopp utan tillstånd från tågklarerare efter rörelsen stannat vid signalen. 